# Bihastina argentipuncta
Bihastina argentipuncta är en fjärilsart som beskrevs av W. Warren 1906. Bihastina argentipuncta ingår i släktet Bihastina och familjen mätare. Inga underarter finns listade i Catalogue of Life.